# Ocean Eyes (låt)
"Ocean Eyes" är en låt framförd av den amerikanska sångerskan Billie Eilish. Den släpptes på SoundCloud den 18 november 2016, efter att ha presenterats som gratis nedladdning ett år tidigare. Senare blev den del av minialbumet Don't Smile at Me. Låten skrevs och producerades av Finneas O'Connell som är storebror till Eilish.
Låten hade fram till 30 december 2021 strömmats över 844 miljoner gånger via Spotify. Totalt hade alla Elish låtar till samma datum strömmats drygt 20 miljarder gånger.

## Musikvideon
Låtens musikvideo laddades upp på YouTube den 24 mars 2016 fram till 4 januari 2022 visats över 383 miljoner gånger. Videon är regisserad av Megan Thompson.